# Vatici, Orhei
Vatici este satul de reședință al comunei cu același nume  din raionul Orhei, Republica Moldova.

## Istorie
Satul Vatici apre pentru prima dată în documentele medievale în anul 1443, când Ștefan cel Mare dăruiește boierului Ghereiu pentru fidela slujbă, mai multe sate și un loc de sat pe Vatice:
„Cu mila lui Dumnezeu, noi, Ștefan voievod, domn al Țării Moldovei. Facem știre, cu această a noastră carte, cine va vedea sau citindu-se va auzi, precum acest adevărat slugă a noastră și credincios boeriu, giupânul Ghereiu, au slujit nouă cu dreptate și cu credință. Și, văzând noi slujba lui ce au arătat către noi cu dreptate și cu credință, drept aceia i-am miluit cu osebită a noastră milă și i-am dat lui, în pământul nostru, a Moldovei, satele anumi Nena, pe Studineț, unde iaste casa lui, pe din sus de Mic Jăurescul, amândouă părți, și, pe din gios, unde au fost Colun, amândouă părți, și, deasupra, unde au fost Clopot, și, pe gios de Iazaru, Bălăceștii, și, pe din gios de Bălăceștii, fântână, anume Prozioane, pe din sus de Ezăreanul, să-și așază acolo sat, și, deasupra Cociubii, o fântână, să-și așază iaraș sat, și, la Vatice, unde au fost Ștefan Răstop, și, la Chengaci, unde au fost Cergășă, și, pe Prut, undeau fost Badea Bratișanul, și loc de moara și seliște.

...
Pentru mai mare tărie a celor de sus-scrise, am poruncit credinciosului boeriului nostru, giupânului Simii logofăt, să serie și să spânzure pecetea la aceasta carte a domnii mele. 
Au scris Hristofor, în Suceava, leat 6951 <1443> mai 27.”